# لدویتسه
لدویتسه (به چکی: Ledvice) یک منطقهٔ مسکونی و شهرستان دارای شهرک سابقاً روستا در جمهوری چک است که در ناحیه تپلیتسه واقع شده‌است. لدویتسه ۵۶۴ نفر جمعیت دارد.